# Márcia Prado
Márcia Regina de Andrade Prado (1979 - janeiro de 2009, São Paulo) foi cicloativista brasileira e organizadora da Massa Crítica de São Paulo. Morreu atropelada por um ônibus na Avenida Paulista enquanto se deslocava ao trabalho, o que gerou uma sequência de manifestações e protestos por cicloativistas por mais segurança no trânsito, tendo notoriedade nacional. 
Posteriormente, teve o seu nome homenageado na Rota Márcia Prado, que consiste no trajeto que liga São Paulo a Santos pela antiga Estrada de Manutenção da Rodovia Imigrantes, a qual foi reformada para possibilitar ciclo-viagens entre São Paulo e Santos.